# Tajná
Tajná es un municipio del distrito de Nitra en la región de Nitra, Eslovaquia, con una población estimada a final del año 2024 de 281 habitantes.
Se encuentra ubicado en el centro-oeste de la región, en el valle del río Nitra (cuenca hidrográfica del Danubio) y cerca de la frontera con la región de Trnava.

## Demografía
| Año        | 1994 | 2004    | 2014    | 2024    |
| ---------- | ---- | ------- | ------- | ------- |
| Población  | 280  | 285     | 283     | 281     |
| Diferencia |      | +1,78 % | −0,70 % | −0,70 % |

| Año        | 2023 | 2024    |
| ---------- | ---- | ------- |
| Población  | 284  | 281     |
| Diferencia |      | −1,05 % |